# Cornet's Cristallo
Cornet's Cristallo (né le 6 avril 2003) est un cheval hongre Westphalien bai-brun, fils de Cornet Obolensky, monté en saut d'obstacles par Marco Kutscher. 

## Histoire
Cornet's Cristallo naît le 6 avril 2003 à l'élevage de Christine Kärcher. Marco Kutscher le monte à partir du début de l'année 2012.
Il remporte une épreuve à Rio en octobre 2012, puis se classe en marge des épreuves Coupe du monde de Bordeaux et Leipzig. En février 2013, il remporte le Grand Prix de Neumünster durant un barrage sans fautes en 35,30 secondes, parmi 9 concurrents, sur le fil, face au cavalier Suisse Pius Schwizer avec Powerplay 15. Marco Kutscher a pour l'occasion changé la bride de son cheval : il monte Cornet's Cristallo avec en filet combiné avec un hackamore, un matériel auquel il n'est pas habitué.
Il disparaît des terrains de concours en juillet 2015, et réapparaît brièvement en septembre 2017, alors âgé de 14 ans, au Concours de saut international deux étoiles (CSI2*) de Riesenbeck, sur des épreuves à 1,40 m. Il y réalise deux mauvais parcours, avec huit et quatre points de pénalités.

## Description
Cornet's Cristallo est un hongre de robe bai-brun, inscrit au stud-book du Westphalien. Il a hérité son aptitude au saut de son père, qui était également monté par Marco Kutscher. Le cavalier estime cependant que le père Cornet Obolensky et le fils Cornet's Cristallo ne se ressemblent pas, d'une part pour la robe, et d'autre part pour le caractère. Marco Kutscher décrit Cornet's Cristallo comme un cheval « sensible, facilement distrait » et manquant de concentration.

## Palmarès

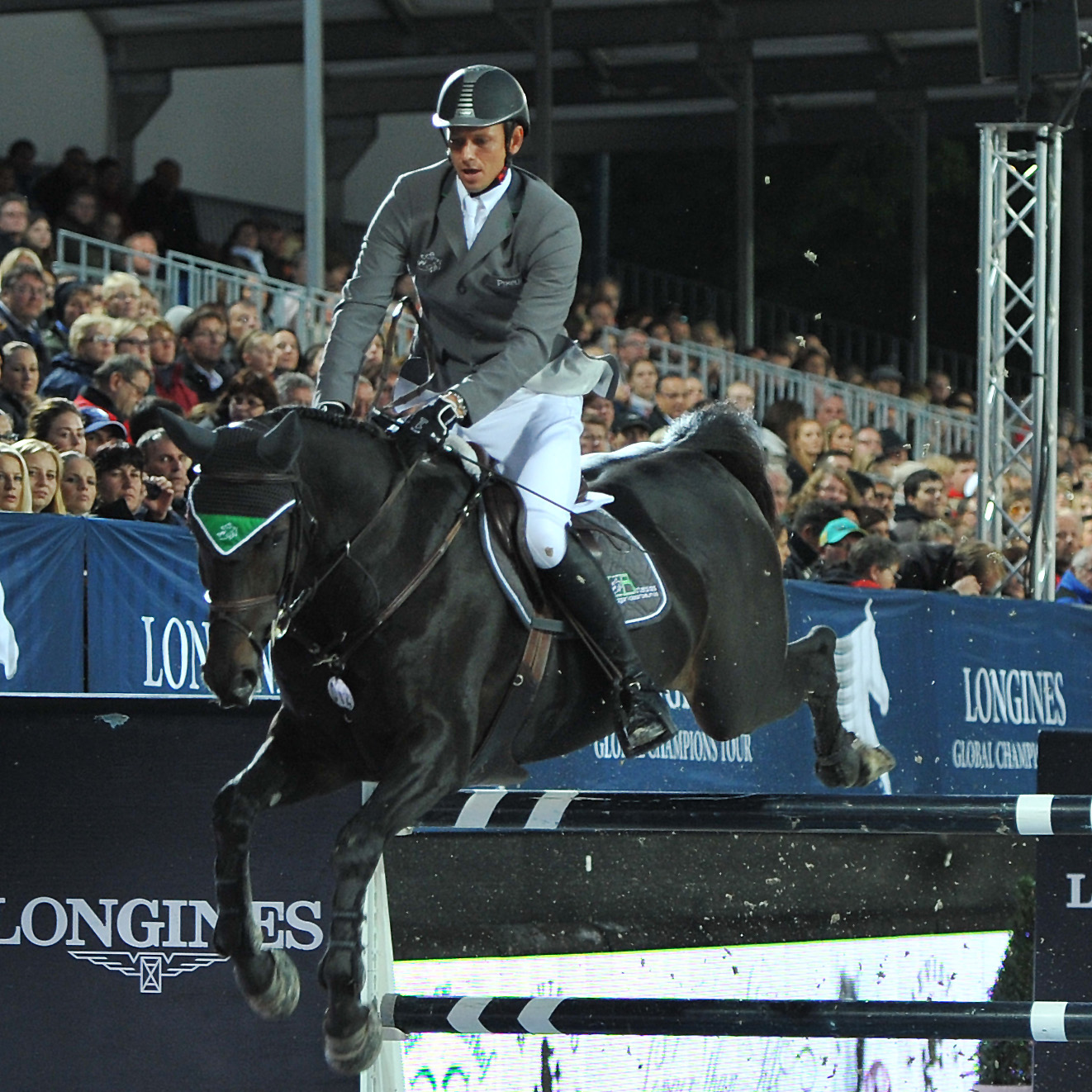
Cornet's Cristallo monté par Marco Kutscher sur l'étape Global Champions Tour de Vienne en septembre 2013.

Il est 27e du classement mondial des chevaux d'obstacle établi par la WBFSH en octobre 2014.
- 17 février 2013 : vainqueur du Grand Prix du CSI3* de Neumünster[5],[4]
- 10 juillet 2015 : second de l'étape Global Champions Tour à 1,50 m-1,55 m au CSI5* de Cascais, à Estoril[1].

## Origines
Cornet's Cristallo est un fils de l'étalon Cornet Obolensky et de la jument Paleika, par Pilot,